# 日本海薬品 (鳥取県)
日本海薬品株式会社（にほんかいやくひん）は、鳥取県米子市に本社を置く医薬品、衛生材料、化粧品の卸を中心とする企業であった。現在は吸収合併によりスズケングループの株式会社サンキ（広島市）となっている。

## 沿革
- 1910年：岡山県津山市に萩尾薬局の基礎を興す。
- 1949年：萩尾薬品株式会社に商号変更。
- 1959年11月18日：現社名に商号変更。
- 1969年：鳥取市に小売部門の薬局ヨネヤマを設立。
- 1970年6月：萩尾薬品の営業権を良互薬品に譲渡すると同時に廃業。
- 1971年：松江市の同名会社日本海薬品を合併。
- 1980年4月：本社を米子市に移転。
- 1986年：良互薬品と持株会社株式会社サンキを設立。
- 1987年：サンキと広島県の光洋薬品が吸収合併。広島市を本社として新たに株式会社サンキとして設立。

## 営業所
- 米子本社・米子営業所、鳥取営業所、倉吉営業所、松江営業所、出雲営業所、浜田営業所、益田営業所

## 主な取引メーカー
- 田辺製薬（現:田辺三菱製薬）、明治製菓、東京田辺製薬（現:田辺三菱製薬）、第一製薬（現:第一三共）、興和、旭化成、鳥居薬品、持田製薬、扶桑薬品工業、富山化学工業、科研製薬、キッセイ薬品工業、ファイザー